# Ouija

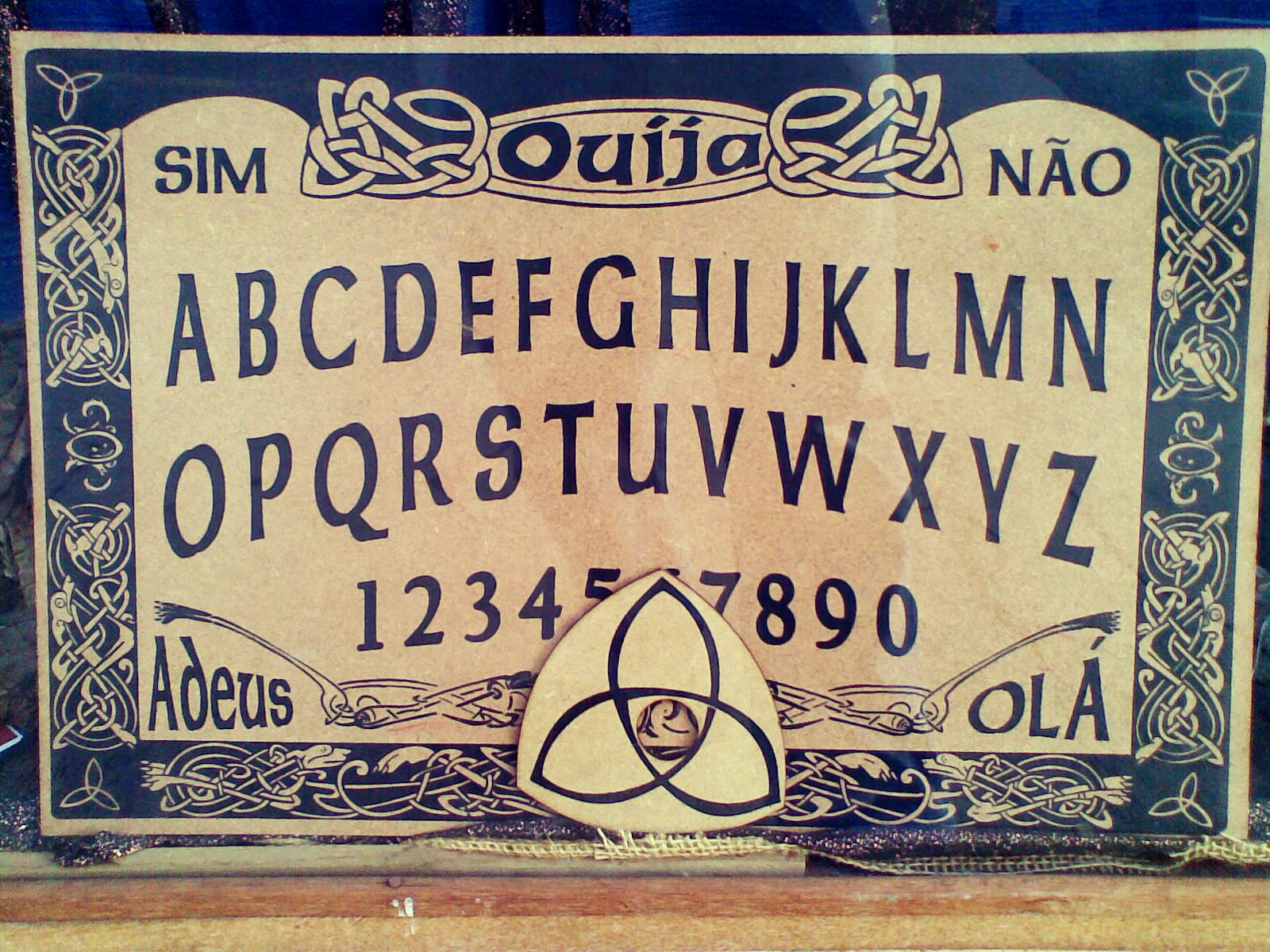
Tabulka společně s planžetou

Ouija (anglická výslovnost [ˈwiːdʒə], česky přibližně [uídža]), též spiritistická tabulka, je spiritistická pomůcka a zároveň společenská hra, která má sloužit ke komunikaci s duchy, oblíbená především ve Spojených státech. Klasická verze ouiji se skládá z ploché desky na kterou jsou vyznačena písmena abecedy, čísla od nuly do devíti, slova „ano“ a „ne“ v horních rozích a slovo „sbohem“ v dolní části. Tabulka je doplněna „planžetou“, předmětem ve tvaru slzy, obvykle s okénkem uprostřed, kterým je pohybována po desce. Původní ouija byla vyrobena ze dřeva, dnes je častěji z lepenky a planžeta z plastu. Tabulka má být používána dvěma či více lidmi, kteří umístí své prsty na planžetu a poté sledují jak se planžeta pohybuje mezi písmeny, čísly a slovy. Vědeckým vysvětlením pohybu planžety po desce je ideomotorický efekt.

## Historie
Podle amatérského historika Roberta Murche leží počátky tabulky v období po Americké občanské válce (1861–1865) kdy řada lidí ztratila některé ze svých blízkých, načež následoval rozmach spiritualismu a spiritismu. Nejstarší zprávy o tabulce pochází z roku 1886 kdy byla užívána spiritisty v Ohiu. V roce 1890 byla založena The Kennard Novelty Company, jejíž zakladatelé společnosti nebyli spiritisté, ale zamýšleli na prodeji takových tabulek vydělat. Až poté vzniknul název ouija, který však není jak se obvykle věří odvozen od francouzského oui „ano“ a německého ja „ano“. Namísto toho název údajně napověděla sama tabulka Helen Petersové, švagrové jednoho ze zakladatelů společnosti Elijaha Bonda, a toto jméno mělo znamenat „hodně štěstí“. Jiný výklad však odvozuje jméno tabulky od pseudonymu Ouida, který používala spisovatelka Maria Louise Ramé, jejíž podobiznu na medailonku Petersová nosila. Tabulku nakonec patentoval Elijah Bond 10. února 1891 jako hračka či hra pod názvem Ouija or Egyptian luck-board „ouija neboli egyptská šťastná tabulka“. Ve společnosti nakonec získal hlavní slovo William Fuld, který si v roce 1902 si nechal patentovat levnější verzi pod názvem Oracle.
Ouija byla prodávána zároveň jako mystické orákulum a jako rodinná zábava a získal si širokou oblibu mezi všema vrstvami společnosti. Sami spiritisté však patřili k nejčastějším kritikům tabulky. Velké popularity dosahovala především v nejistých časech po První světové válce a v době pandemie španělské chřipky. Baltimore Sun v roce 1927 uvedl že Fuld vydělal na ouije vydělal jeden milion dolarů, v dobách Velké hospodářská krize jeho společnost stále stavěla nové továrny. V roce 1967 koupili Parker Brothers, v té době bylo prodáno kolem 2 milionů tabulek, tedy více než v případě Monopoly. Stala se také pramenem literární inspirace, Pearl Curranová v roce 1916 prohlásila že její básně a příběhy diktuje britská žena ze 17. století, poetickou sílu údajně čerpal pomocí ouiji nositel Pulitzerovy ceny James Merrill při psaní své epické básně The Changing Light at Sandover (1976–1980).
Přestože existovalo několik vražd, které byly přisuzovány vlivu tabulky, byla ouija obecně chápána jako neškodná a nevinná zábava. Její obraz se však změnil s vydáním hororového filmu Vymítač ďábla v roce 1973, ve kterém si chlapec posednutý démonem si s tabulkou hraje. Poté začala ouija zajímat i církevní autority, které ji označovaly za nástroj ďábla a její používání spojovali se satanismem. V roce 1991 byla značka zakoupena společností Hasbro a stále je chápána spíše jako nástroj nevinné zábavy a spiritistická pomůcka, jako vzrušující a nebezpečná.